# Federação dos Partidos Verdes das Américas
A Federação de Partidos Verdes das Américas é uma organização de Partidos Verdes presentes em toda a América do Norte e Sul, fundada em 2 de dezembro de 1997 na Cidade do México e ratificada em março de 1998, em Ilhabela.
A entidade é um das quatro de seu tipo espalhadas pelo mundo (as outras três existem na Ásia, Europa e África). A sede fica na Cidade do México. Anualmente, promove um encontro entre seus membros. Entre seus objetivos está a constituição de partidos verdes em todos os países do continente.

## Associados
- Brasil: Partido Verde
- Canadá: Green Party of Canada
- Chile: Partido Ecologista
- Colombia: Partido Verde Colombiano
- República Dominicana: Partido Verde Dominicano
- México: Partido Verde Ecologista do México
- Nicaragua: Partido Verde Ecologista de Nicaragua
- Peru: Partido Ecologista Alternativa Verde del Peru
- Estados Unidos: Green Party of the United States
- Uruguai: Partido del Sol
- Venezuela: Movimiento Ecológico de Venezuela